# 松原村 (岡山県)
松原村（まつばら そん / むら）は、岡山県川上郡にあった村。現在の高梁市の一部にあたる。

## 地理
高梁川の中流右岸に位置していた。

## 歴史
- 1889年（明治22年）6月1日、町村制の施行により、川上郡松岡村、春木村、大津寄村、神原村が合併して村制施行し、松原村が発足[1][2]。旧村名を継承した松岡、春木、大津寄、神原の4大字を編成[2]。
- 1948年（昭和23年）陣山開拓地に35戸が入植し、酪農を主とした経営を行う[2]。
- 1954年（昭和29年）5月1日、川上郡玉川村・宇治村・高倉村・落合村、上房郡高梁町・津川村・川面村・巨瀬村と合併し、市制施行し高梁市を新設して廃止された[1][2]。合併後は、高梁市松原町松岡・松原町春木・松原町大津寄・松原町神原となる[2]。

### 地名の由来
合併旧村の松岡村、神原村の各一文字を組み合わせたもの。

## 産業
- 農業[2]